# جیمز اسلتون
جیمز اسلتون (انگلیسی: James Slatton؛ زادهٔ july ۳۰, ۱۹۴۷ (۷۷ سال)) ورزشکار واترپلو اهل ایالات متحده آمریکا است.
وی در مسابقات کشوری و بین‌المللی در مجموع برندهٔ ۱ مدال برنز شده‌است.